# 中林竹渓

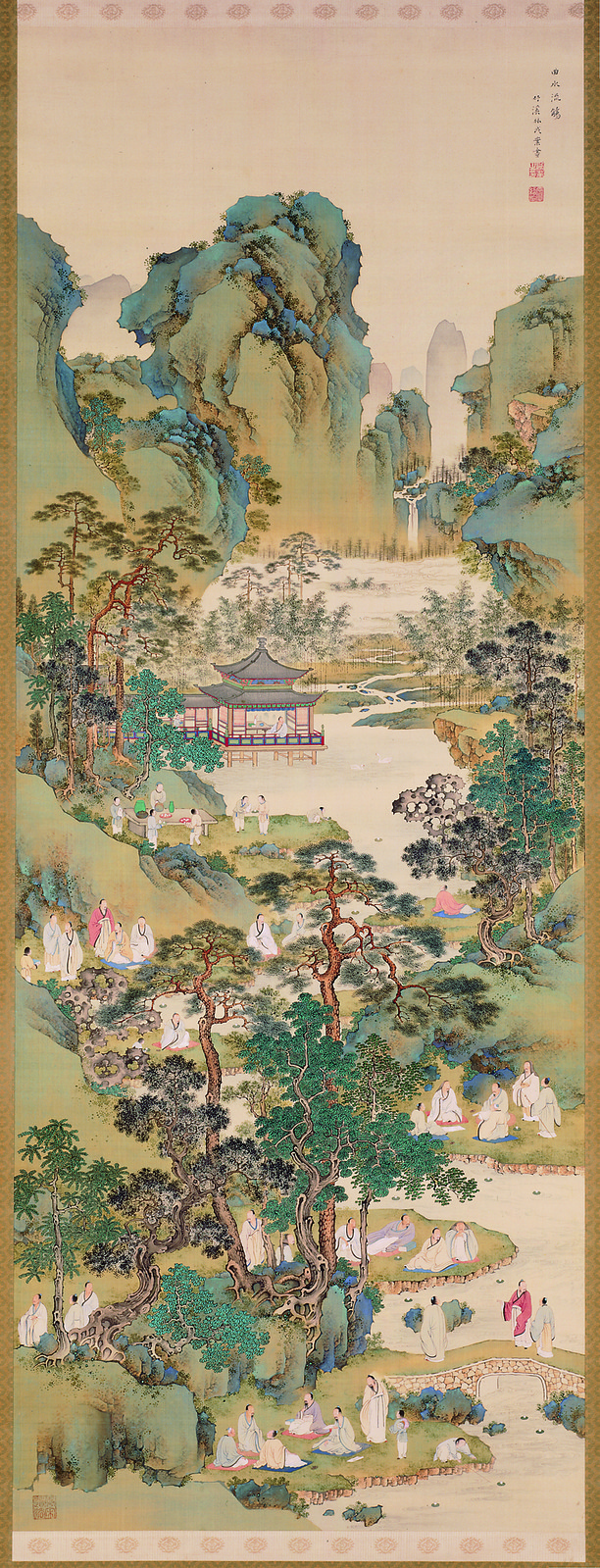
「Poetry Gathering At The Orchid Pavilion」 絹本著色 インディアナポリス美術館蔵

中林 竹渓（なかばやし ちくけい、文化13年（1816年） - 慶応3年4月22日（1867年5月25日））は、江戸時代末期の南画家。中林竹洞の長男。京都出身。通称を金吾、名は成業、字は紹父。竹渓は号で、別号に臥河居士。

## 略伝
文化13年（1816年）中林竹洞の長男として生まれ、幼年から父に絵を学ぶ。竹渓が生まれた時、竹洞は数え41歳で、遅い男児誕生に竹洞は喜び、しばしば自作に竹渓の名を記し、父子の合作も残る。日本の南画の元となった文人画・南宗画とは、実情はともかく理念的には、中国の文人生活を理想とするもので、世襲とは本来馴染まない。竹洞自身も若い頃から画論を出版し、晩年には世俗を離れ隠棲生活を送るなど、日本において最も文人らしい態度をとった画家である。しかし、その竹洞すら世襲を望み、自家を流派として存続させたい願った事が端的に表れている。
20代の竹渓は繊細な楷書で「竹谿」と署名し、竹洞の山水画様式を忠実に習っており、60代に入り枯淡・高潔な山水画様式を完成させていた父の画風をそのまま継承しようとした様子が窺える。反面、大作が殆ど無い竹洞と違い、竹渓には若年から晩年に至るまでしばしば屏風絵の大作を描いており、父との資質の違いを見ることができる。
30歳の時、長崎に旅行。同じ頃、父の親友・山本梅逸に師事したと推測される。落款は楷書で「竹溪」稀に行書で「竹渓」と記し、花鳥画や人物画にも作域を広げ、父や梅逸らのモチーフを手本にしつつも、それらを単に写すのではなく的確に構成し直して独自性を打ち出そうとしている。
嘉永6年（1853年）に父竹洞が亡くなると、落款に30代のものに加えて、楷書で「竹渓」と記す変化が起こる。絵も南画以外の円山・四条派、南蘋派、土佐派に学び、実物写生も積極的に行ったと見られる。一方で壮年期には江戸末期の復古思潮からか、加藤清正や楠木正成などの武将を勇壮謹厳に描いた作品が多く残っている。
40代後半あたりからの落款は、肥痩が強く癖が強い「竹渓」となり、特に元治元年（1864年）以降は「竹渓有節」と記す作品があり、最晩年には「有節」と号していたと考えられる。この頃は文人画風の山水画や中国人物画が再び多く書かれる一方、引き続き大和絵人物や季節の草花、動物なども書かれた。竹渓晩年の山水画は、明治・大正期に煎茶席の掛軸としてよく好まれ、またそれ以上に身近な草花や動物、風景などを描く景物画は、手頃な床掛けとして広く愛好された。明治も間近に迫った慶応3年（1867年）4月死去。享年52。
竹渓はしばしば奇行でも知られる。これは、明治に活躍した名古屋出身の南画家・兼松蘆門が著した『竹洞と梅逸』（明治42年（1909年）刊）による。その竹渓伝の元になったのは、竹渓の異母妹・中林清淑の回想と推測される。清淑は年の離れた竹渓に複雑な感情を抱いていたらしく、『竹洞と梅逸』には竹洞の遺産を竹渓が分けてくれなかったという愚痴が長々と載り、清淑が撰した竹渓の墓碑には「人となり剛厲狷介、世と合わず、人徒にその絵の巧みなるを見、その志しのなお高遠なるを知らず」と、故人を称えるべき墓碑に「巧みなだけで志が表現されていない」と断言する。こうした清淑の竹渓像が、清淑びいきの蘆門によって増幅され、これが諸書に引用されて広まっていった。こうした評は幾らかは竹渓自身が招いたものかも知れないが、竹渓の作品を見ると、生き物の夫婦や親子を描き込む作品がかなりあり、自賛や高名な文化人による着賛も殆ど無く、俳画風の略画や他の画家との合作も見られない等、心優しく生真面目な画人を想像とさせる。

## 代表作
| 作品名                       | 技法         | 形状・員数 | 寸法（縦x横cm） | 所有者                         | 年代              | 落款・印章                                      | 備考       |
| ---------------------------- | ------------ | ---------- | --------------- | ------------------------------ | ----------------- | ----------------------------------------------- | ---------- |
| 夏冬山水図屏風               | 紙本淡彩     | 六曲一双   |                 | 京都国立博物館                 |                   |                                                 |            |
| 梅花書屋・竹林静居図屏風     | 紙本墨画淡彩 | 六曲一双   |                 | 名古屋市美術館                 |                   |                                                 |            |
| 琵琶湖真景図                 | 絹本著色     | 1幅        |                 | 名古屋市博物館                 | 40代以降の作      | 款記「竹溪」/「成業」白文方印・「紹夫」白文方印 |            |
| 梅林山水図屏風               |              |            |                 | 出光美術館                     |                   |                                                 |            |
| 山水図屏風                   |              |            |                 | ギッター・コレクション         |                   |                                                 |            |
| 林和靖図                     | 絹本著色     | 双幅       | 128.0x52.5      | 敦賀市立博物館                 | 1855年（安政2年） | 款記「竹溪」/「成葉」白文方印・「紹夫」白文方印 | 野田笛浦賛 |
| 唐太宗観蝗図                 | 絹本著色     | 1幅        | 大幅            | 福岡市美術館                   |                   |                                                 | 藤堂高猷賛 |
| 赤壁賦図                     | 絹本著色     | 1幅        | 131.0x51.7      | ロサンゼルス・カウンティ美術館 |                   |                                                 |            |
| Reading Under a Maple Tree   | 絹本著色     | 1幅        |                 | ブルックリン美術館             |                   |                                                 |            |
| Peonies and Silver Pheasants | 絹本著色     | 1幅        |                 | インディアナポリス美術館       |                   |                                                 |            |